# 生駒號航空母艦
生駒號航空母艦是第六艘新雲龍級航空母艦(5007號)，因為前5艘雲龍級在設計上有差異，加上設計有改動，所以被分為新雲龍級或稱為生駒級空母。

## 設計特徵
生駒空母與雲龍空母不同之處，同時加快建造更多生駒的後續航空母艦。
主機方面就是沿用伊吹級重型巡洋艦，螺旋槳直徑由3.8米改為4米，蒸氣壓力由22公斤/平方厘米下降為20公斤/平方厘米，輸出馬力仍然不變。
所有艦體防禦裝甲有改動，方便和減輕時間建造。
艦載機方面由雲龍級空母運載飛機數量為72架(零戰、九九式、九七式)，後來因為新型艦載機出現有所調整，主要是新型艦載機設計問題而下降至64架(零戰、彗星艦轟、天山艦攻)。至於生駒級空母的機庫是重新設計過後，同時加強機庫結構和再次調整為54架(烈風艦戰、流星萬能艦攻、彩雲艦偵)，還有是經過削減運載魚雷和空投炸彈，最後調整為60架。(初期計劃為常用57架，後備15架；中期計劃為常用56架，後備8架；最後計劃為常用52架，後備8架)
運載炸彈和魚雷方面，原本沿用雲龍級運載魚雷和空投炸彈的全數量，但是上述的新型艦載機重量和航母航行穩定性問題，所有運載魚雷和空投炸彈和運載飛機燃料削減一半。

## 結局
1943年7月5日，生駒空母原本在川崎重工神户川崎造船所的1號船臺開工建造，可是大鳳號建造要用5天後才完成，所以生駒的建造空母鋼材搬到2號船台開工建造。由於日本海軍在馬里亞納海戰和萊特灣海戰失敗後，在11月9日中止建造，8天後下水。
1945年2月4日受到空美軍戰機空襲而受輕傷，4月疏散至小豆島池田灣，直至戰爭結束時只有60%完工。1946年6月4日在三井造船公司玉野造船廠解體，至翌年3月10日解體完成。